# تایماسوو
تایماسوو (انگلیسی: Taymasovo) یک شهرک در شهرستان کویورگازینسکی جمهوری باشقیرستان در کشور روسیه است.